# Golde Flami
Golda Flon (Dubosort, Imperio ruso; 10 de febrero de 1918 - Buenos Aires, Argentina; 20 de julio de 2007), más conocida como Golde Flami, fue una actriz argentina.

## Biografía
Golde Flami nació como Golda Flon el 10 de febrero de 1918 en Dubosort, Ucrania. A los 5 años de edad su familia se muda a Buenos Aires en Nueva Pompeya y luego en Villa Crespo.  Su madre era modista y su padre zapatero. Comenzó su carrera artística cuando era niña en la compañía teatral de Orfilia Rico, luego estuvo también en el teatro yiddish, de la comunidad judía. A los 14 años de edad se produjo su debut teatral en el teatro San José de Flores y luego, desde 1934, estuvo por más de una década en el Teatro IFT.
La primera película en la que participó fue En el viejo Buenos Aires, en 1942 y la protagonista era Libertad Lamarque, donde Golde tuvo una pequeña aparición. En sus siguientes películas fue encasillada en roles de vamp como en sus papeles de Los dos rivales y Un marido ideal. Gran actriz de reparto de las décadas del 50" y 60", sus mejores labores los cumplió en El barco sale a las diez, con Pepe Iglesias, Madre Alegría, con Amalia Sánchez Ariño, Volver a la vida, con Malisa Zini y Del otro lado del puente, con Carlos Cores. En 1952 integró el elenco de Deshonra (premio Mejor Actriz de Reparto), con Tita Merello, con quien volvió a filmar en 1961 en Amorina y en 1985 con Las barras bravas. También recibió un premio por su labor en Se llamaba Carlos Gardel.
Participó en más de 35 películas. A partir de la década de 1970" debió secundar a las figuras del momento, interviniendo en exitosos filmes como La Mary, con Susana Giménez y Los gauchos judíos, con Pepe Soriano, y en películas picarescas como Brigada en acción, con Palito Ortega. En 1984 compone el personaje de la madre de Leonor Benedetto en Atrapadas.
Además intervino en teatro, participando en obras como Esterke, Iosele Solovei, Cartas de amor en papel azul, Familia se vende (nominada al premio Molière), Mi madre, el general, Golda Meir, una mujer, Las brujas de Salem, Blum, etc. y en ciclos televisivos como Yo compro esta mujer, Ella, la gata, Una vida para amarte, Malevo, La historia de Celia Pirán, Las 24 horas, Amada, Momento de incertidumbre, El camionero y la dama, etc.
En 1991 fue distinguida con el Premio Konex. En esta década tuvo breves apariciones en cine. Su último trabajo lo realizó en 1997 en el cortometraje Traición, de Cristina Fasulino y Paula Grandío. 
Golde también se especializó en yoga oriental y docente del Centro de Psicología Aplicada.
En sus últimos años residió en un geriátrico. Falleció a la edad de 89 años el 20 de julio de 2007 en Buenos Aires. Sus restos fueron velados e inhumados en el cementerio Israelita de Berazategui, Provincia de Buenos Aires.

## Filmografía
- Traición (cortometraje) (1997)
- La dama regresa (1996)
- Chiquilines (1991)
- Matar es morir un poco (inédita) 1988)
- Revancha de un amigo (1987)
- Las barras bravas (1985)
- Atrapadas (1984)
- Pasajeros de una pesadilla (1984)
- Este loco amor loco (1979)
- Con mi mujer no puedo (1978)
- Brigada en acción (1977)
- Las procesadas (1975)
- Los gauchos judíos (1974)
- Gente en Buenos Aires (1974)
- La Mary (1974)
- La fidelidad (1970)
- Maternidad sin hombres (1968)
- Male and Female Since Adam and Eve (1961)
- Amorina (1961)
- Simiente humana (1959)
- Los hampones (1955)
- El juramento de Lagardere (1955)
- Del otro lado del puente (1953)
- Ellos nos hicieron así (1953)
- Deshonra (1952)
- La pícara cenicienta (1951)
- Volver a la vida (1951)
- Marihuana (1950)
- Lejos del cielo (1950)
- Madre Alegría (1950)
- Se llamaba Carlos Gardel (1949)
- Rodríguez supernumerario (1948)
- El barco sale a las diez (1948)
- El que recibe las bofetadas (1947)
- Un marido ideal (1947)
- Albergue de mujeres (1946)
- Una mujer sin importancia (1945
- Los dos rivales (1944)
- En el viejo Buenos Aires (1942)

## Televisión
- Ella, la gata (como Rosa) (1967) (Canal 13)
- La chica del bastón (como Teresa) (1968) (Canal 13)
- Yo compro esta mujer (como Dama Gris) (1969) (Canal 13)
- Una vida para amarte (como Gaby, la madre de Jazmín) (1970) (Canal 13)
- Alma rebelde (como Patricia) (1975) (Canal 13)
- La historia de Cecilia Pirán (1972) (Canal 13)
- Las 24 horas (1981) (Canal 13)
- Amada (como Ofelia)(1983) (Canal 11)
- Momento de incertidumbre (1985) (Canal 13)
- El camionero y la dama (como Matilde) (1985) (Canal 9)